# Yuriria
Yuriria (en purépecha Yuririhapundaro, lieu de l'étang de sang) est l'une des 46 municipalités qui composent l'État de Guanajuato, au Mexique.
Le siège de la municipalité est la ville de Yuriria, qui se distingue par sa situation et son importance historique. Elle était auparavant connue sous le nom de San Pablo Yuririhapúndaro. Dans cette ville se trouve également un lac artificiel appelé Laguna de Yuriria.

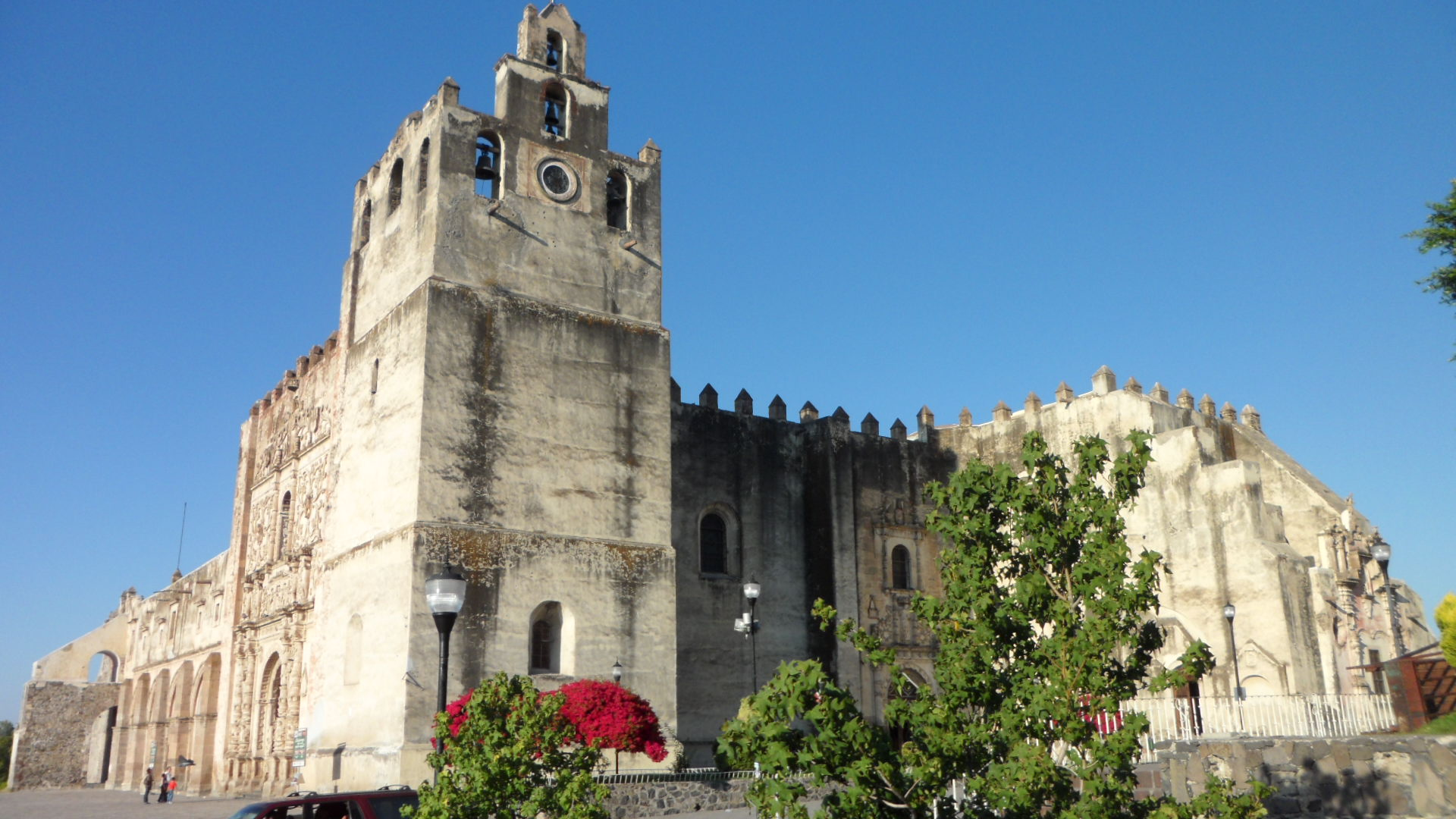
Ancien couvent Saint-Augustin à Yuriria.
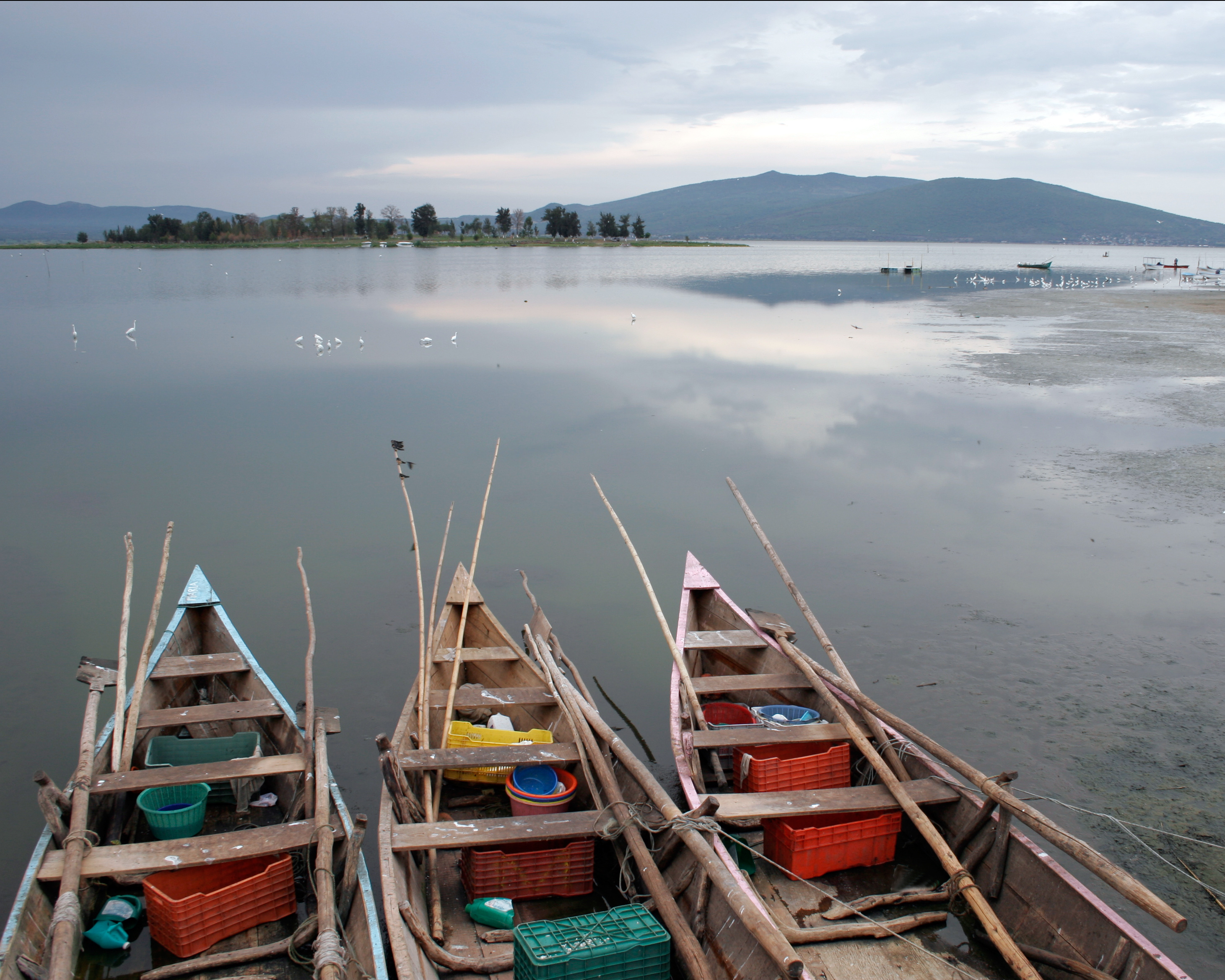
Le lac de Yuriria.

La ville de Yuriria est liée commercialement, mais pas géographiquement, aux villes d'Uriangato et de Moroleón. Ces trois villes forment la même zone métropolitaine depuis octobre 2010, la zone métropolitaine Moroleón-Uriangato-Yuriria  . Selon le recensement de 2010 de l'INEGI, la population de la municipalité de Yuriria est d'environ 70 000 habitants, mais la population des trois municipalités qui forment la zone métropolitaine de Moroleón-Uriangato-Yuriria est d'environ 179 000 habitants. 

## Source
- (es) Cet article est partiellement ou en totalité issu de l’article de Wikipédia en espagnol intitulé « Municipio de Yuriria » (voir la liste des auteurs).